# Un disco per l'estate 1971
L'ottava edizione di Un disco per l'estate, che vede in gara 56 brani, inizia alla radio il 12 aprile 1971, lunedì di Pasqua.
La principale novità di questa edizione consiste nell'abolizione del voto con cartoline da parte del pubblico, quindi le canzoni finaliste vengono selezionate da 20 giurie dislocate nelle sedi della Rai.
Un altro cambiamento riguarda le riprese della TV che, a differenza degli anni precedenti, non trasmette le 4 passerelle di presentazione delle canzoni in gara, ma riprende soltanto le serate finali nella nota località valdostana, dal 10 al 12 giugno, presentate da Mike Bongiorno e Gabriella Farinon.

## Partecipanti
Ecco l'elenco dei 56 partecipanti (in neretto i 24 promossi alle prime due serate di Saint Vincent, la sigla SF indica l'ulteriore promozione dei 12 finalisti).
- Al Bano E il sole dorme tra le braccia della notte (testo di Vito Pallavicini; musica di Albano Carrisi e Detto Mariano)
- Alluminogeni Solo un attimo - Fonit Cetra
- Alunni del Sole Isa Isabella - Produttori Associati
- Tony Astarita Strana malinconia (testo di Salvatore Palomba; musica di Giovanni Aterrano)
- Luciano Beretta La Tiziana (testo di Luciano Beretta; musica di Elide Suligoj) -  Joker
- Orietta Berti Via dei Ciclamini (testo di Gianni Argenio, Daniele Pace e Mario Panzeri; musica di Corrado Conti, Daniele Pace e Mario Panzeri) - Polydor SF
- Dino Cabano L'eremita (testo di Eugenio Rondinella; musica di Laura Giordano e Gian Piero Reverberi) - Le Rotonde di Garlasco, ROT 1158
- Giancarlo Cajani Il nostro mare (testo di Enzo Amadori; musica di Domenico Surace e Vigilio Piubeni) - Arlecchino
- I Califfi Lola, bella mia
- Piero Ciampi L'amore è tutto qui
- Tony Cucchiara Vola cuore mio SF
- Daniele Dany Mondo - City
- Riccardo Del Turco La cicala
- Dino Notte calda
- Dominga Olì olè olì olà (testo di Daniele Pace e Mario Panzeri; musica di Corrado Conti e Gianni Argenio) - Decca
- Equipe 84 Casa mia - Dischi Ricordi SF
- Roberto Fia La verità è che ti amo
- Nino Fiore Preghiera 'e marenaro - KappaO
- Piero Focaccia Zacchete - Rare
- Jimmy Fontana Giulietta e Romeo
- Mike Frajria Sole negli occhi
- Franco IV e Franco I Gipsy Madonna (testo di Paolo Farnetti; musica di Alberto Mompellio) - Style
- Peppino Gagliardi Sempre... sempre SF
- Nando Gazzolo Dimmi ancora ti voglio bene
- Loretta Goggi Io sto vivendo senza te
- J.E.T. Vivere in te - Durium
- Kocis Sera d'agosto
- Fausto Leali Si chiama Maria
- Leoni Baciare baciare
- Lionello Quinta stagione
- Lolita Io sto soffrendo
- Gioia Mariani L'amore l'amore (testo di Franco Clivio e Luciana Medini; musica di Mario Mellier e Franco Zauli) - Kansas
- Maurizio Rose blu
- Paolo Mengoli Ora ridi con me SF
- Michele Susan dei marinai SF
- Paola Musiani Noi
- New Trolls Venti o cent'anni
- Nomadi So che mi perdonerai (testo di Mogol e Bruno Lauzi; musica di Damiano Dattoli e Oscar Prudente) - EMI Italiana SF
- Nuovi Angeli Donna Felicità (testo di Roberto Vecchioni e Andrea Lo Vecchio; musica di Renato Pareti) - CAR Juke Box SF
- Rita Pavone Se... caso mai - RCA Italiana
- Lorenzo Pilat Settantuno
- Oscar Prudente Rose bianche, rose gialle, i colori, le farfalle - Numero Uno
- I Ragazzi della Via Gluck Messaggio da Woodstock
- Mino Reitano Era il tempo delle more SF
- Memo Remigi Lo so che è stato amore
- Renato dei Profeti Hellò terra
- Rosalino Il gigante e la bambina (testo di Paola Pallottino; musica di Lucio Dalla) - It SF
- Rossano Ho perso il conto (testo di Roberto Vecchioni; musica di Andrea Lo Vecchio)
- Marisa Sacchetto Tredici ragioni (testo di Franco Migliacci e Franca Evangelisti; musica di Claudio Mattone) - PDU
- Simon Luca Chiara
- Giacomo Simonelli Ho negli occhi lei
- Roberto Soffici Malinconia
- Mario Tessuto Se torna lei
- Franco Tortora Il tuo sorriso - Zeus SF
- Iva Zanicchi La riva bianca, la riva nera - Ri-Fi SF
- Mario Zelinotti Tu cuore mio - West Record

Questa edizione promuove definitivamente tra i big della canzone Rosalino, che aveva debuttato l'anno prima, appena diciassettenne, al Festival di Sanremo, e che più avanti avrebbe preso lo pseudonimo Ron.
La canzone Ho perso il conto di Rossano è stata composta da Andrea Lo Vecchio e Roberto Vecchioni, il quale pochi mesi dopo se la riprenderà, cambiandone completamente il testo ed intitolandola Luci a San Siro.
Vecchioni è coautore anche di Donna Felicità dei Nuovi Angeli, che era stata scartata al Festival di Sanremo, in quanto i suoi versi si prestano a doppi sensi.
Ed ecco la classifica dei 12 finalisti.
1. Mino Reitano Era il tempo delle more
2. Peppino Gagliardi Sempre... sempre
3. Iva Zanicchi La riva bianca, la riva nera
4. Tony Cucchiara Vola cuore mio
5. Equipe 84 Casa mia
6. Franco Tortora Il tuo sorriso
7. Rosalino Il gigante e la bambina
8. Orietta Berti Via dei Ciclamini
9. Michele Susan dei marinai
10. Nuovi Angeli Donna Felicità
11. Nomadi So che mi perdonerai
12. Paolo Mengoli Ora ridi con me